# Alte Sorten
Alte Sorten ist ein Roman des deutschen Autors Ewald Arenz, der 2019 im DuMont Buchverlag erschienen ist.

## Inhalt

### Erster Teil
Die siebzehnjährige Sally flieht aus einer Klinik, in der sie zum wiederholten Mal wegen einer Essstörung behandelt wird. Sie ist eine wütende junge Frau, die sowohl mit ihren Eltern als auch mit ihren Therapeuten in der Klinik hadert und es nicht länger erträgt, dass jede und jeder um sie herum zu wissen scheint, was das Beste für sie ist. Auf ihrer Flucht begegnet sie in einem Weinberg der Winzerin Liss, die alleine ihren kleinen Bauernhof bewirtschaftet. Liss' Anhänger hat sich im Graben eines Feldwegs festgefahren und sie kann ihn nicht allein befreien. Sie bittet Sally um Hilfe. Nach dieser zufälligen Begegnung bietet sie dem Mädchen an, auf ihrem Hof zu übernachten. Sally nimmt zögernd an. Da Liss aber anders ist als die meisten Erwachsenen, die Sally bisher erlebt hat, wird aus dieser ersten Nacht ein Aufenthalt von mehreren Wochen. Liss scheint nichts von ihr zu erwarten und lässt sie zunächst einfach so sein, wie sie will. Sie erträgt Sallys gelegentlichen Wutausbrüche mit großer Gelassenheit. Ihrer Wut begegnet sie nicht aktiv, sondern bindet Sally nach und nach in die Arbeitsabläufe auf dem Hof ein, ohne sie zu etwas zu zwingen. Die städtisch geprägte Sally beginnt, eine gewisse Faszination für das bäuerliche Leben zu entwickeln, obwohl die harte landwirtschaftliche Arbeit nicht romantisiert wird.
Im Laufe dieser Wochen entwickelt sich eine Freundschaft zwischen den ungleichen Frauen, die einander allmählich öffnen. Sally merkt bald, dass es einen Grund geben muss, warum Liss ihren Hof alleine bewirtschaftet und wieso sie im Dorf gemieden wird. Allerdings äußert sich Liss dazu nicht. Aus Rückblenden erfährt man jedoch, dass Liss früher eine Liebesbeziehung zu Sonny hatte, der ebenfalls aus dem Dorf stammt. Auch das Verhältnis zwischen Sally und ihren Eltern wird in kurzen Rückblenden zumindest angedeutet.
Als eines Tages ein Polizist auf dem Hof auftaucht, weil Sally vermisst gemeldet und gesucht wird, kommt es zu einem ersten Streit zwischen Liss und Sally, den sie allerdings rasch beilegen können. Ein zweiter, deutlich tiefergehende Konflikt entsteht, als Liss eines Abends Sally beim Baden beobachtet. Sally missversteht das als Voyeurismus, beschimpft Liss und will den Hof verlassen. Liss versucht Sally zu erklären, dass sie sich in ihr gespiegelt sieht und gibt ihr wortlos zu verstehen, dass sie gerne hätte, dass Liss auf dem Hof bleibt. In einer der folgenden – für den Titel und das Titelbild ikonische Szenen – ernten Liss und Sally gemeinsam Birnen in einem verwilderten Garten hinter Liss' Hof. Dort erfährt Sally das erste Mal von der harten Kindheit und Jugend, die Liss in der Enge des kleinen Dorfes erlebt hat. Das freundschaftliche Verhältnis der beiden vertieft sich weiter.
An einem Nachmittag bei der Waldarbeit überfährt Liss versehentlich ein aus dem Wald heraus springendes Reh und verletzt es schwer. Um es nicht lange leiden zu lassen, bittet sie Sally, ihr eine im Traktor versteckte Pistole zu geben und erschießt das Tier. Nach anfänglichem Erschrecken hilft Sally, das Reh auszunehmen.
An einem der nächsten Abende kommen sie zusammen auf den Hof, als dort plötzlich Sallys Eltern mit der Polizei auf dem Hof erscheinen, um sie nach Hause zu holen. Sally versteckt sich im Kirchturm und wird Zeugin, wie Liss von den Polizisten zur Befragung mitgenommen wird. Als sie den Hof verlassen will, um ihre Flucht fortzusetzen, erhält sie eine Nachricht ihrer Eltern, die ihr mitteilen, dass Liss vor einigen Jahren versucht hat, ihren Ehemann umzubringen und dafür im Gefängnis war. Daraufhin kehrt Sally nach Hause zurück.

### Zweiter Teil
Liss wird von der Polizei vernommen, darf aber, da sie nichts Strafbares getan hat, wieder auf den Hof zurückkehren. Das Erlebnis hat jedoch das Trauma ihrer ersten Verhaftung nach dem Mordversuch an Sonny geweckt und sie stark aufgewühlt. Nachdem auch Sally verschwunden ist, zu der sie mittlerweile eine starke Beziehung hat, gleitet Liss in eine Depression ab.
Sally hat sich in ihrem Elternhaus zum Schein arrangiert. Sie besucht die Schule wieder, versucht aber vor allem, herauszufinden, was es mit Liss' Geschichte auf sich hat und wie der Mordversuch tatsächlich ausgesehen hat. Nach längerer Recherche im Zeitungsarchiv findet sie Hinweise darauf, dass Liss die Tat tatsächlich begangen hat. Da sie Liss aber ganz anders wahrgenommen hat, beschließt sie, noch einmal auf den Hof zu fahren, um mit ihr zu sprechen. Als sie dort ankommt, findet sie das Haus leer und aufgeräumt vor; merkt aber, dass etwas nicht stimmt, als sie im Garten die Hühner entdeckt, die alle geschlachtet wurden. Als sie Liss im ganzen Haus sucht, findet sie in Liss' Schlafzimmer neben einem Stoß mit nicht abgeschickten Briefen an einen Peter auch einen Abschiedsbrief an ihn. Sally versucht nun, Liss zu finden, um ihren Suizid zu verhindern. Als sie in der Scheune im Traktor nach der versteckten Pistole sucht, ist die verschwunden. Sally versucht sich zu erinnern, welcher Ort für Liss eine große Bedeutung hatte und ihr fällt der Karner ein, zu dem Liss sie einmal geführt hatte. Mit dem Moped fährt sie dorthin und hofft Liss dort rechtzeitig zu finden. Sie erreicht das Beinhaus rechtzeitig, um Liss davon abzuhalten, sich zu erschießen und kann sie zurück auf den Hof bringen.
Sally, die an diesem Tag ihren achtzehnten Geburtstag hatte, bleibt nun auf dem Hof und kann von ihren Eltern nicht mehr gezwungen werden, zurückzukehren. Die Rollen sind nun vertauscht: Sally hilft der älteren Frau, sich nach und nach aus ihrer Verzweiflung und Lethargie herauszukämpfen. Als sie gemeinsam aus den geernteten Birnen Schnaps brennen, erzählt Liss ihr, wie und weshalb sie versucht hat, Sonny zu töten, der sie und ihren Sohn Peter mehrfach misshandelt hatte. Damit erfährt Sally auch, wer Peter ist, den Liss seit vielen Jahren nicht mehr gesehen hat.
Bei und nach der Rieslingernte – eine der letzten Szenen des Buches – finden Liss und Sally zu ihrer jetzt neu vertieften Freundschaft zurück. Beide haben auch das Gefühl, mit ihrer Vergangenheit allmählich ins Reine zu kommen. Als sie am Tag danach das Rad holen, das Liss auf ihrer Fahrt zum Beinhaus dort gelassen hat, fürchtet Sally dennoch, dass Liss bei der Konfrontation mit dem Ort, wo sie Suizid begehen wollte, emotional wieder instabil werden könnte. Ganz anders als erwartet verlangt Liss von Sally jedoch, dass sie zu ihren Eltern zurückkehrt, um die Schule fertig zu machen. Als Sally sich erst weigert, erklärt Liss ihr, dass sie erst dann wirklich frei sein wird, sich für einen Lebensentwurf zu entscheiden. Sally willigt ein, verlangt aber von Liss im Gegenzug die nicht abgeschickten Briefe an Peter, um die Verbindung zwischen Mutter und Sohn wieder herzustellen. Das Buch endet mit Liss' Versprechen, Sally am Tag ihres Abiturs abzuholen, um mit ihr in den Süden zu fahren.

## Themen
Wesentliche Topoi des Romans sind Freundschaft, Heilung und Naturverbundenheit. Sally, die unter einer Essstörung leidet und sich selbst verletzt, erlebt auf Liss’ Hof Heilung durch eine Erdung im eigentlichen Sinne: „Sally [...] grub ihre Finger in die Erde unter dem Kartoffelkraut. Sie war warm und vom gestrigen Regen noch ein wenig feucht. Wann hatte sie das letzte Mal in der Erde gegraben? Wann hatte sie das letzte Mal die Hände in der Erde gehabt? Sie konnte sich nicht erinnern.“ Diese Heilung wird dadurch befördert, dass Liss nichts von ihr verlangt, sondern sie so sein lässt, wie sie ist und ihr nur Möglichkeiten eröffnet.
Heilung erfährt allerdings in der Umkehr auch Liss, die das Trauma ihrer harten Kindheit und der gewalttätigen Beziehung mit Sonny und ihres Gefängnisaufenthalts noch nicht verarbeitet hat. Erst in der Auseinandersetzung mit Sally kann sie ihre eigenen Verletzungen erkennen. Erst dadurch, dass Sally ihr zeigt, wie viel sie ihr bedeutet und indem sie Liss schließlich vor dem Suizid bewahrt, kann Liss sich mit ihrer eigenen Vergangenheit aussöhnen.
Natur spielt für beide Frauen eine wesentliche Rolle. Während Sally zunächst mit der Schönheit der Landschaft nichts anfangen kann, bedeutet das Land für Liss in erster Linie die Grundlage ihrer bäuerlichen Existenz. Indem Liss Sally in die landwirtschaftlich geprägten Abläufe wie Birnen- und Kartoffelernte, Holzmachen, Imkerei oder Weinlese einführt, wird beiden Frauen die Bedeutung der Natur als ein tiefes und eigentliches Element ihres Lebens bewusst. Beide ziehen eine gewisse Kraft und schließlich auch Heilung aus der Verbundenheit mit der herbstlich reichen Landschaft, wobei die landwirtschaftliche Arbeit nicht romantisiert wird.

## Rezeption
Der Roman wurde bei der Erstveröffentlichung im Jahr 2019 vom Feuilleton sehr positiv aufgenommen und stand elf Wochen auf der SPIEGEL-Bestsellerliste (Hardcover Belletristik). Noch erfolgreicher war die Taschenbuchausgabe, die von Mitte 2020 an mehr als zwei Jahre ununterbrochen auf der SPIEGEL-Bestsellerliste (Taschenbuch Belletristik) stand und damit auch SPIEGEL Jahresbestseller 2021 (Platz 3) war. Bis Mitte 2022 erreichte die Gesamtauflage ca. 400.000 Exemplare.
Alte Sorten wird zur Verfilmung vorbereitet.

## Ausgaben
- Hardcover: Alte Sorten. DuMont Buchverlag, Köln 2019, ISBN 978-3-8321-8381-3.
- Taschenbuch: Alte Sorten. DuMont Buchverlag, Köln 2019, ISBN 978-3-8321-6530-7.

## Übersetzungen
- De smaak van wilde peren, Nieuw Amsterdam 2020, ISBN 978 90 468 2652 2 (Niederlande)
- Staré odrudy, Host 2021, ISBN 978-80-275-0834-1 (Tschechien)
- Il giardino dalle mille voci, Garzanti 2021, ISBN 978-88-11-81479-5 (Italien)
- Tasting Sunlight, Orenda Books 2022, ISBN 978-1-914585-14-2 (Vereinigtes Königreich)
- Gün Işığının Tadı, Yan Pasaj 2022, ISBN 9786057463258 (Türkei)
- Le parfum des poires anciennes, Albin Michel 2023, ISBN 978-2-226-46110-0 (Frankreich)